# CAラヌース
クルブ・アトレティコ・ラヌース (スペイン語: Club Atlético Lanús) は、1915年1月3日にアルゼンチンの中東部、ブエノスアイレス州の都市ラヌースに設立された総合スポーツクラブである。愛称はEl Granate（ガーネット）。サッカー部門はリーガ・プロフェシオナル（1部）に所属しており、バスケットボール部門も強豪である。

## 歴史
1915年、創立。1931年にプリメーラ・ディビシオン（1部）に初参加した。1949年には物議を醸したCAウラカンとの壮烈な残留争いの末、クラブ史上初の2部リーグ落ちを喫した。1956年には初めてプリメーラ・ディビシオンで準優勝した。
1978年には約200万ドルの借金を抱え、史上最大の経営危機に陥るが、ソシオ（クラブ会員）の援助で借金を返済し、2部リーグに返り咲いた。ソシオの数はわずか2000人だった。1981年にはソシオの数が1万人を超えた。1990年には12年ぶりにプリメーラ・ディビシオンに復帰した。
1995年には国際カップ戦に初参加した。1996年にはコパCONMEBOLで優勝し、クラブ史上初の国際カップタイトルを勝ち取った。1996年のコパCONMEBOLでは準優勝した。クラウスーラ1998では2度目のプリメーラ・ディビシオン準優勝を果たし、クラウスーラ2006では3度目のプリメーラ・ディビシオン準優勝を果たした。2006年には9年ぶりに参加した国際カップ戦のコパ・スダメリカーナ決勝トーナメントでブラジルの名門SCコリンチャンス・パウリスタを破り、ベスト8まで勝ち進んだ。2007年12月、アペルトゥーラ2007-08でプリメーラ・ディビシオン初制覇を果たした。創立92年目での戴冠だった。

## ユニフォーム
ユニフォームが臙脂色に決まった経緯は、1928年にクラブの会長が、ある1人のディレクターをアルゼンチンの他のクラブにはないオリジナルなユニフォームを見つけるためにヨーロッパへ派遣させたことがきっかけである。そして、そのディレクターは臙脂色のユニフォームを持って帰ってきた。このユニフォームをクラブの幹部たちはとても気に入って、それからチーム・カラーが臙脂色になった。

## ライバル
ラヌースの最大のライバルはCAバンフィエルドである。この対戦はクラシコ・デル・スール（南のダービー）と呼ばれている。

## タイトル

### 国内タイトル
- プリメーラ・ディビシオン : 2回
  - 2007アペルトゥーラ, 2016

- コパ・デル・ビセンテナリオ : 1回
  - 2016

- スーペルコパ・アルヘンティーナ: 1回
  - 2016

### 国際タイトル
- コパCONMEBOL : 1回
  - 1996

- コパ・スダメリカーナ : 1回
  - 2013

## 過去の成績
| 年度                   | 順位 |
| ---------------------- | ---- |
| 2006 アペルトゥーラ    | 6位  |
| 2007 クラウスーラ      | 6位  |
| 2007 アペルトゥーラ    | 1位  |
| 2008 クラウスーラ      | 16位 |
| 2008 アペルトゥーラ    | 4位  |
| 2009 クラウスーラ      | 3位  |
| 2009 アペルトゥーラ    | 9位  |
| 2010 クラウスーラ      | 7位  |
| 2010 アペルトゥーラ    | 7位  |
| 2011 クラウスーラ      | 2位  |
| 2011 アペルトゥーラ    | 6位  |
| 2012 クラウスーラ      | 10位 |
| 2012 イニシアル        | 4位  |
| 2013 フィナール        | 3位  |
| 2013 イニシアル        | 2位  |
| 2014 フィナール        | 9位  |
| 2014 トランシシオン    | 3位  |
| 2015 カンペオナート    | 13位 |
| 2016 カンペオナート    | 1位  |
| 2016-17 カンペオナート | 8位  |
| 2017-18 スーペルリーガ | 21位 |
| 2018-19 スーペルリーガ | 11位 |

## 現所属メンバー
2020年10月14日現在
注：選手の国籍表記はFIFAの定めた代表資格ルールに基づく。
| No. | Pos. |              | 選手名                         |
| --- | ---- | ------------ | ------------------------------ |
| 1   | GK   | アルゼンチン | ラウタロ・モラレス             |
| 2   | DF   | コロンビア   | アレクシス・ペレス             |
| 3   | DF   | アルゼンチン | ギジェルモ・ブルディッソ       |
| 4   | DF   | アルゼンチン | ホセ・ゴメス                   |
| 5   | MF   | アルゼンチン | フェルナンド・ベルスキ         |
| 6   | DF   | アルゼンチン | ケビン・ロモナコ               |
| 7   | FW   | アルゼンチン | ラウタロ・アコスタ             |
| 8   | MF   | アルゼンチン | トマス・ベルモンテ             |
| 9   | FW   | アルゼンチン | ホセ・サンド                   |
| 10  | FW   | アルゼンチン | ペドロ・デ・ラ・ベガ           |
| 11  | FW   | アルゼンチン | マティアス・エスキベル         |
| 13  | DF   | アルゼンチン | フリアン・オード               |
| 14  | MF   | パラグアイ   | クリスティアン・ヌニェス       |
| 15  | GK   | アルゼンチン | ルーカス・アコスタ             |
| 16  | MF   | アルゼンチン | ガストン・ロディコ             |
| 17  | DF   | アルゼンチン | アレホ・タバレス               |
| 18  | FW   | アルゼンチン | フアン・パブロ・クリラノビッチ |
| 19  | MF   | アルゼンチン | ファクンド・キィニョン         |
| 20  | GK   | アルゼンチン | ロッコ・リオス・ノボ           |

| No. | Pos. |              | 選手名                     |
| --- | ---- | ------------ | -------------------------- |
| 21  | FW   | アルゼンチン | フランコ・オロスコ         |
| 22  | DF   | アルゼンチン | マティアス・ペレス         |
| 23  | MF   | アルゼンチン | ルーカス・ベラ             |
| 24  | DF   | アルゼンチン | ニコラス・モルガンティーニ |
| 25  | DF   | アルゼンチン | アレッサンドロ・ベルナベイ |
| 26  | DF   | アルゼンチン | レオネル・ディ・プラシド   |
| 27  | MF   | アルゼンチン | ゴンサロ・カザッツァ       |
| 28  | FW   | アルゼンチン | ゴンサロ・トーレス         |
| 29  | DF   | アルゼンチン | ニコラス・タラー           |
| 30  | DF   | アルゼンチン | パブロ・アランダ           |
| 32  | GK   | アルゼンチン | ルチアーノ・ペラジーニ     |
| 33  | FW   | アルゼンチン | ニコラス・オルシーニ       |
| 34  | MF   | アルゼンチン | ファクンド・ペレス         |
| 35  | DF   | アルゼンチン | ブライアン・アギレー       |
| 36  | FW   | アルゼンチン | ルーカス・バラルド         |
| 37  | MF   | アルゼンチン | イグナシオ・セッチ         |
| 40  | DF   | セネガル     | ウスマン・ンドング         |
| 41  | FW   | アルゼンチン | ルーカス・ベゾッツィ       |
| 42  | DF   | アルゼンチン | ホセ・マヌエル・ロペス     |

## 歴代監督
- マヌエル・フレイタス・ソリチ (1932), (1937), (1946)
- マリオ・フォルトゥナート (1950)
- ノルベルト・ラッフォ (1975), (1979–80)
- ミゲル・アンヘル・ルッソ (1989-1993)
- パトリシオ・エルナンデス (1994)
- エクトル・クーペル (1995-1997)
- オスカル・ガーレ (1997)
- マリオ・ゴメス (1997-1999)
- マリオ・サナブリア (1999)
- ミゲル・アンヘル・ルッソ (1999-2000)
- エクトル・ベイラ (2000-2001)
- カルロス・アイマール (2001-2002)
- オスバルド・ソサ (2002-2003)
- ミゲル・アンヘル・ブリンディシ (2003-2004)
- カルロス・ラマシオッティ (2004)
- ネストル・ゴロシート (2004-2005)
- ラモン・カブレロ (2005-2008)
- ルイス・スベルディア (2008-2010)
- ガブリエル・シュレール (2011-2012)
- ギジェルモ・バロス・スケロット (2012-2015)
- ホルヘ・アルミロン (2016-2017)
- エセキエル・アレホ・カルボーニ (2017-2018)
- ルイス・スベルディア (2018-2021)
- ホルヘ・アルミロン (2022)
- フランク・ダリオ・クデルカ (2022-)

## 歴代所属選手
- アルフレッド・ロハス 1958-1960
- オスワルド・ピアッサ 1967-1972
- カルロス・パチャメ 1977
- ガブリエル・カルデロン 1978-1979
- レオナルド・ロドリゲス 1983-1988, 2002
- ガブリエル・シュレール 1988-1996
- エクトル・エンリケ 1991-1993
- ネストール・ファブリ 1992-1994
- カルロス・ロア 1994-1997
- アリエル・イバガサ 1994-1998
- ウーゴ・モラレス 1995-1999
- エセキエル・カルボーニ 1998-2005
- デニス・カニサ 1999-2001

- ブストス・モントージャ 2002-2003
- ディエゴ・バレリ 2003-2013
- ロドリゴ・アルチュビ 2003-2007
- セバスティアン・レト 2005-2007
- ラウタロ・アコスタ 2006-2008
- ホセ・サンド 2007-2009
- ジャジソン 2007-2010
- エミル・ファッシオーリ 2007-2010
- エドゥアルド・サルビオ 2008-2010
- ササ・サルセード 2009-2012
- マウロ・カモラネージ 2011-2012
- イバン・マルコーネ 2016-2018
- ヘルマン・デニス 2017-2018